# Alberto Buscaino Campo
Alberto Buscaino Campo, född den 26 januari 1826 i Trapani på Sicilien, död där den 6 februari 1895, var en italiensk skriftställare och filolog.